# Pterocryptis crenula
Pterocryptis crenula är en fiskart som beskrevs av Ng och Jörg Freyhof 2001. Pterocryptis crenula ingår i släktet Pterocryptis och familjen malfiskar. Inga underarter finns listade i Catalogue of Life.